# Шовковична, 14
Особняк Шестакова — будинок у палацовому стилі на Шовковичній вулиці, 14. Характерний зразок садибної забудови Липок на початку XX сторіччя.
Рішенням виконавчого комітету Київської міськради народних депутатів № 49 від 21 січня 1986 року садиба внесена до обліку пам'яток архітектури (охоронний номер 133).

## Історія ділянки

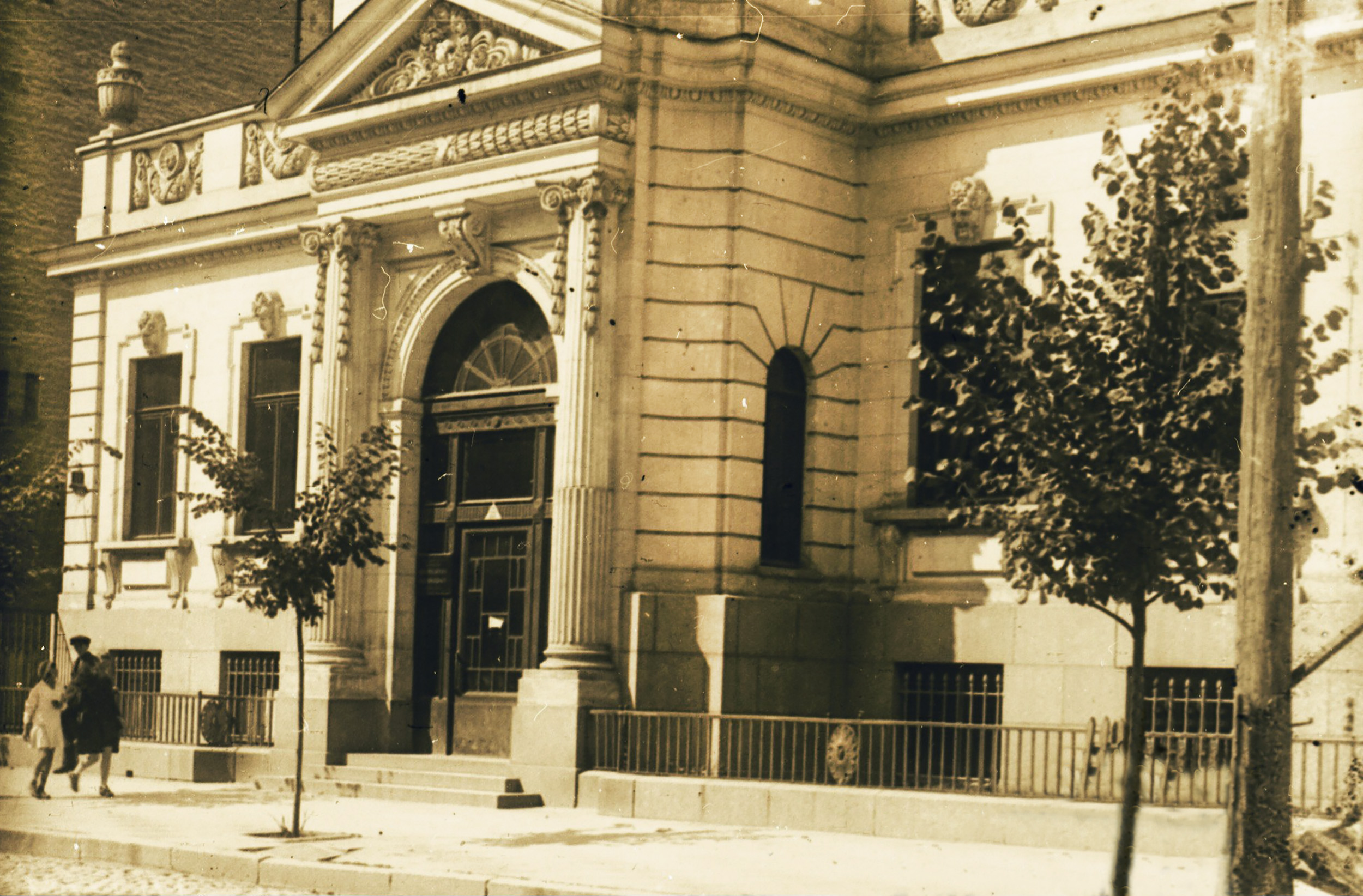
Парадний вхід. Фото 1930-х років

У 1880-х роках сусідній із садибою генерал-губернатора маєток займав площу 1,76 гектар й об'єднував сучасні ділянки № 12-18. Власницею була дружина колезького секретаря Уляна Санковська. На території маєтку розташовувались одноповерховий дерев'яний будинок із 12 кімнатами, а також флігелі, стайні, каретні й оранжерея.
19 квітня 1885 року за дарчою власником ділянок № 10, 12 і 14 став колезький асесор, доктор медицини Леонід Іванович Куцевол-Артемовський. Станом на 1893 рік у маєтку був сад на 500 фруктових дерев, а також шість столітніх лип. До садиби провели водогін й облаштовано два фонтани.

## Забудова ділянки
1906 року нащадки доктора розпродали садибу. Ділянку № 14 придбав цукропромисловець Михайло Петрович Шестаков, директор-розпорядник цукроварень Федора Артемійовича Терещенка, з племінницею якого (Софією Куксіною) він був одружений.
1912 року на замовлення власника спорудили садибний будинок, авторство якого приписують архітектору  Роберту Мельцеру.
1916 року Шестаков продав особняк дочці Федора Терещенка графині Наталі Уваровій, власниці сусідньої ділянки № 16.
У 1919 року приміщення особняка займав Всеукраїнський комітет охорони пам'яток мистецтва і старовини.
1922 більшовики остаточно націоналізували особняк. У 1926 році в будинку розмістилася кафедра марксизму-ленінізму при ВУАН, згодом Інститут історії комуністичної партії і Жовтневої революції на Україні при ЦК КП(б)У. Напередодні Німецько-радянської війни в ньому оселився тодішній партійний керівник України Микита Хрущов.
З 1956 року приміщення займав Інститут історії партії ЦК КПУ, у 1991—1993 роках — прес-центр Міністерства закордонних справ України.

## Архітектура
Палац — одноповерхова із цокольним півпідвалом, цегляна, тинькована, Г-подібна у плані споруда. Чоловий фасад оформлений у стилі неоренесансу. Його вісь виділена ризалітом. Ризаліт і наріжжя рустовані. Портал з півциркульним отвором декорований у формі іонічного ордера.
Будинок трохи відсунутий від червоної лінії, уздовж якої встановлено ґратчасту огорожу. Зліва розташована брама у подвір'я.
Колони портика оздоблені гірляндами. Над ними містяться ліплений фріз і трикутний фронтон. Замкові камені прямокутних вікон декоровані маскаронами. У прямокутних нішах на парапеті вміщені розетки і гірлянди. Наріжні частини увінчані вазами.

## Галерея

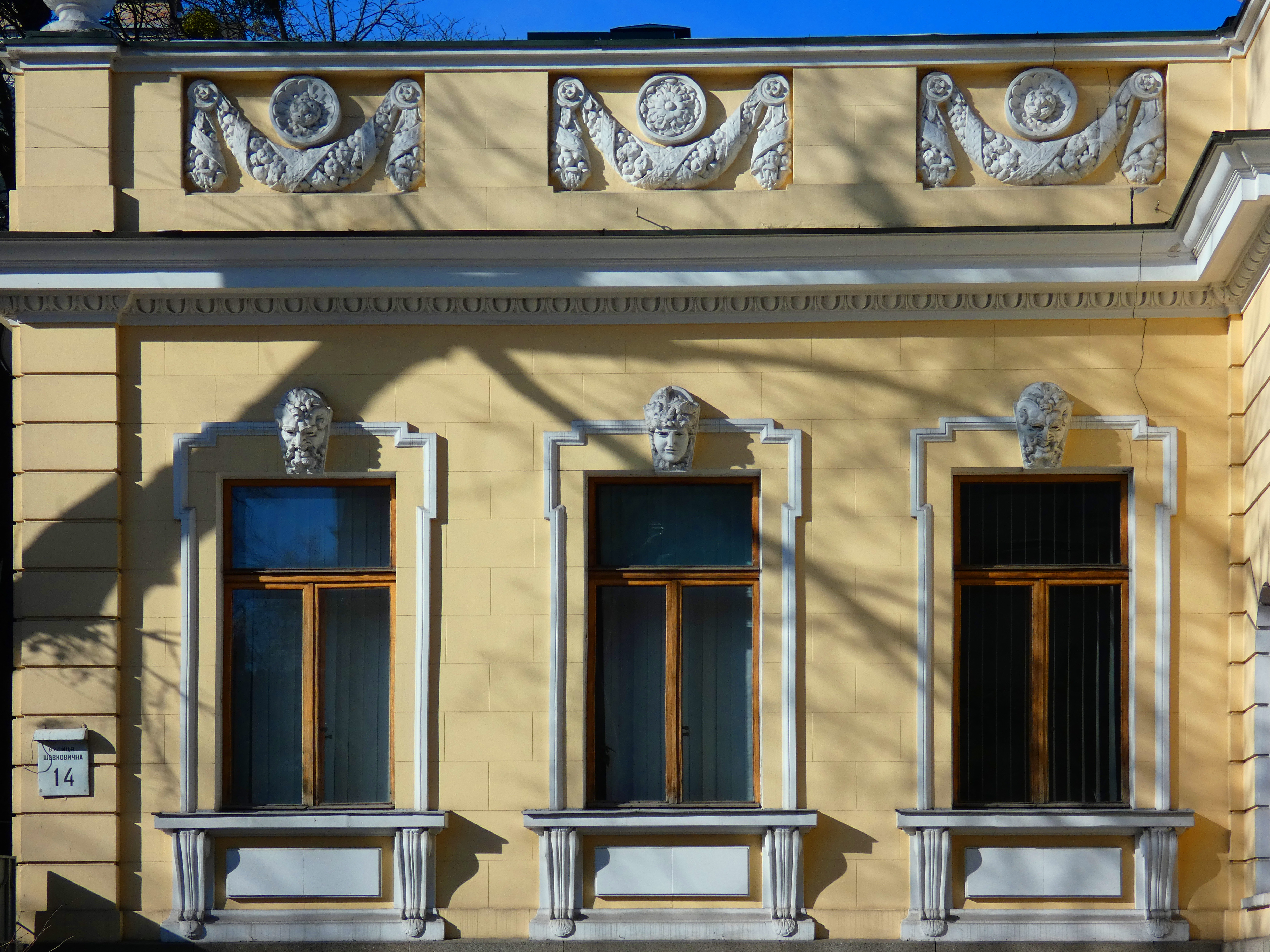
Фасад
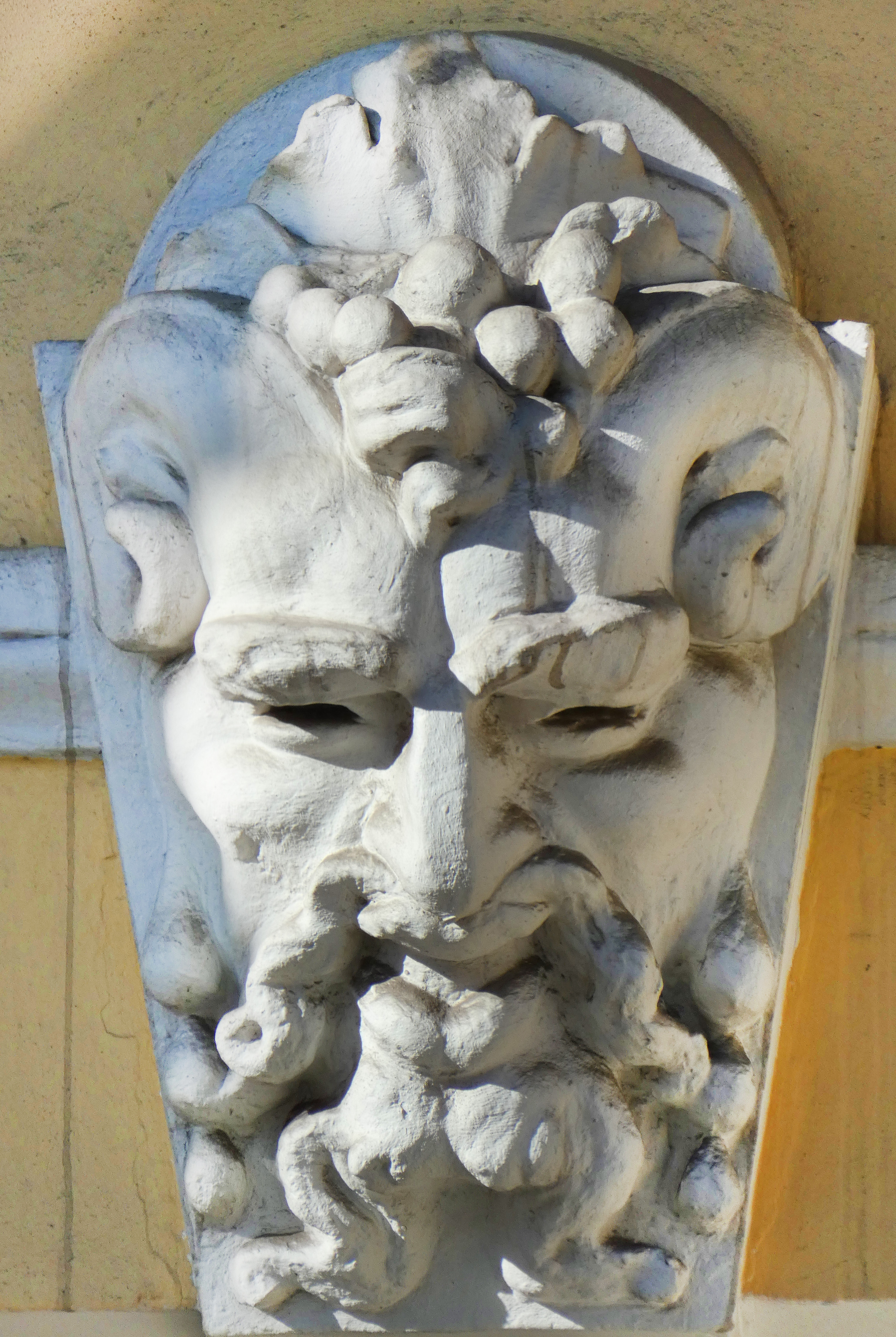
Маскарон
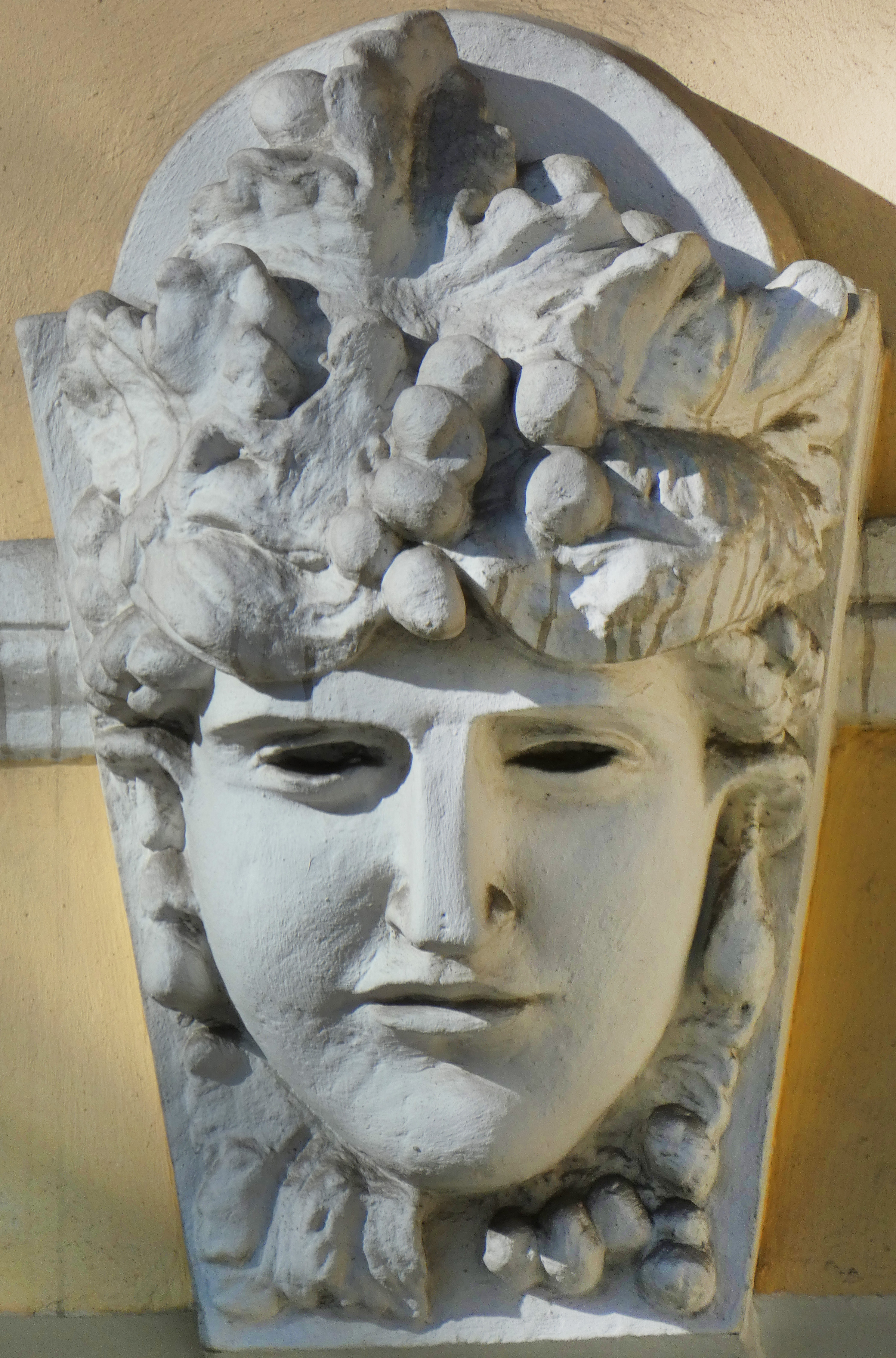
Маскарон
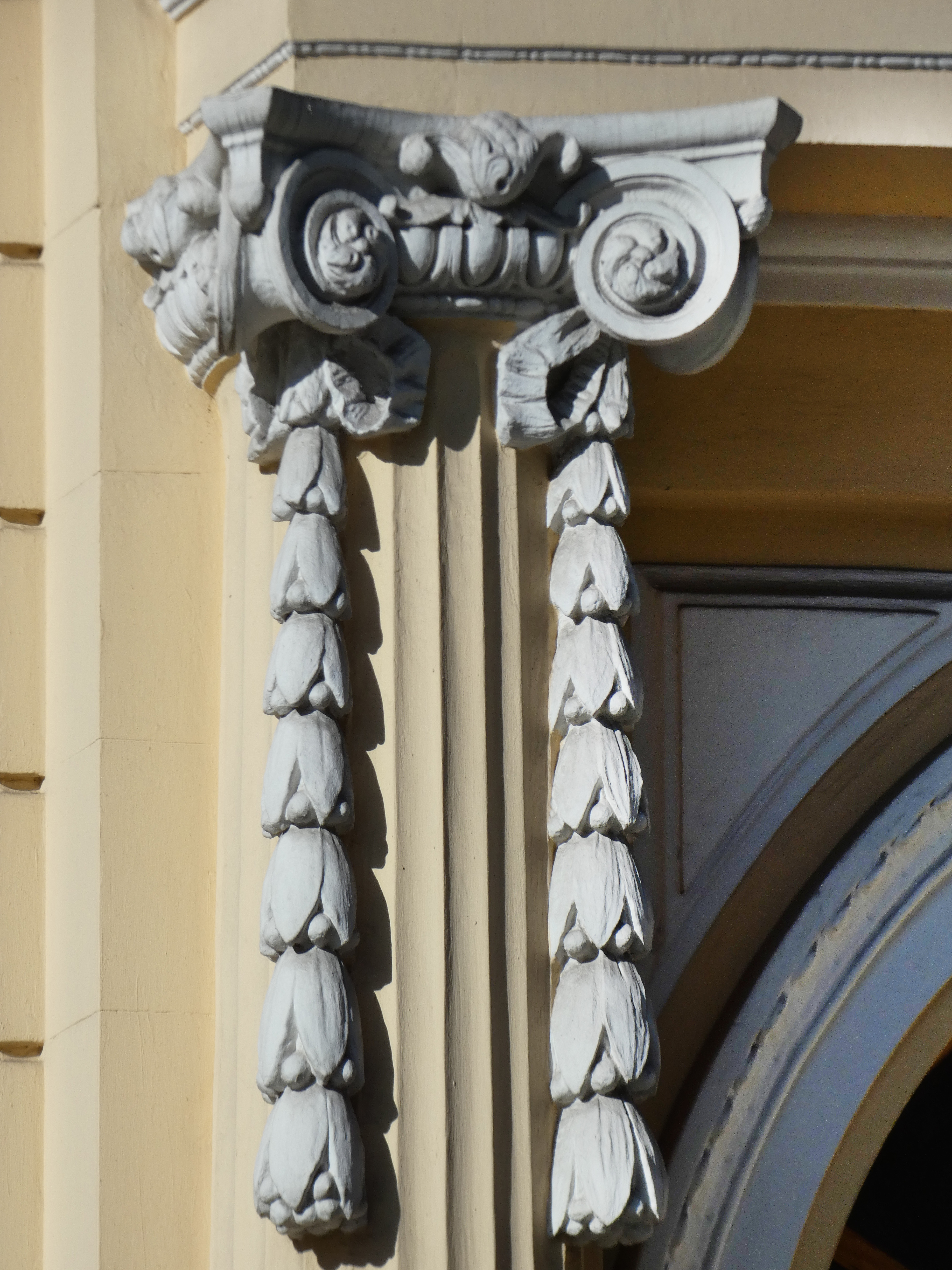
Гірлянди на колоні